# Paid in Full (1919)
Paid in Full é um filme mudo do gênero drama produzido nos Estados Unidos e lançado em 1919. É considerado filme perdido.